# Duo Si
Roi du ravin du Dragon Chauve des tribus Nanman et ami proche de Meng You. Il accueillit le roi Meng Huo après que celui-ci fut relâché une quatrième fois par Zhuge Liang et proposa un plan pour vaincre l’armée des Shu. Toutefois, Zhuge Liang déjoua son plan en parvenant à franchir les quatre sources empoisonnées. À ce moment, Yang Feng vint joindre les forces Nanman et lors d’un festin, Duo Si, de même que Meng Huo et Meng You, furent capturés par ce dernier puis livrés à Zhuge Liang. 
Après avoir été relâché, il aida à nouveau Meng Huo à combattre les armées Shu et fortifia la ville des Trois Rivières comme ligne de défense. Les Shu réussirent à empiler suffisamment de terre pour grimper les murs de la ville et ainsi y pénétrer. Duo Si fut tué dans la mêlée. 